# Landhaus Joseph Kostlan
Das Landhaus für Joseph Kostlan liegt im Stadtteil Serkowitz der sächsischen Stadt Radebeul, in der Nizzastraße 19 an der Ecke zum Augustusweg. Das mit der Einfriedung unter Denkmalschutz stehende Wohnhaus wurde 1925/1927 durch den Baumeister Alwin Höhne errichtet.

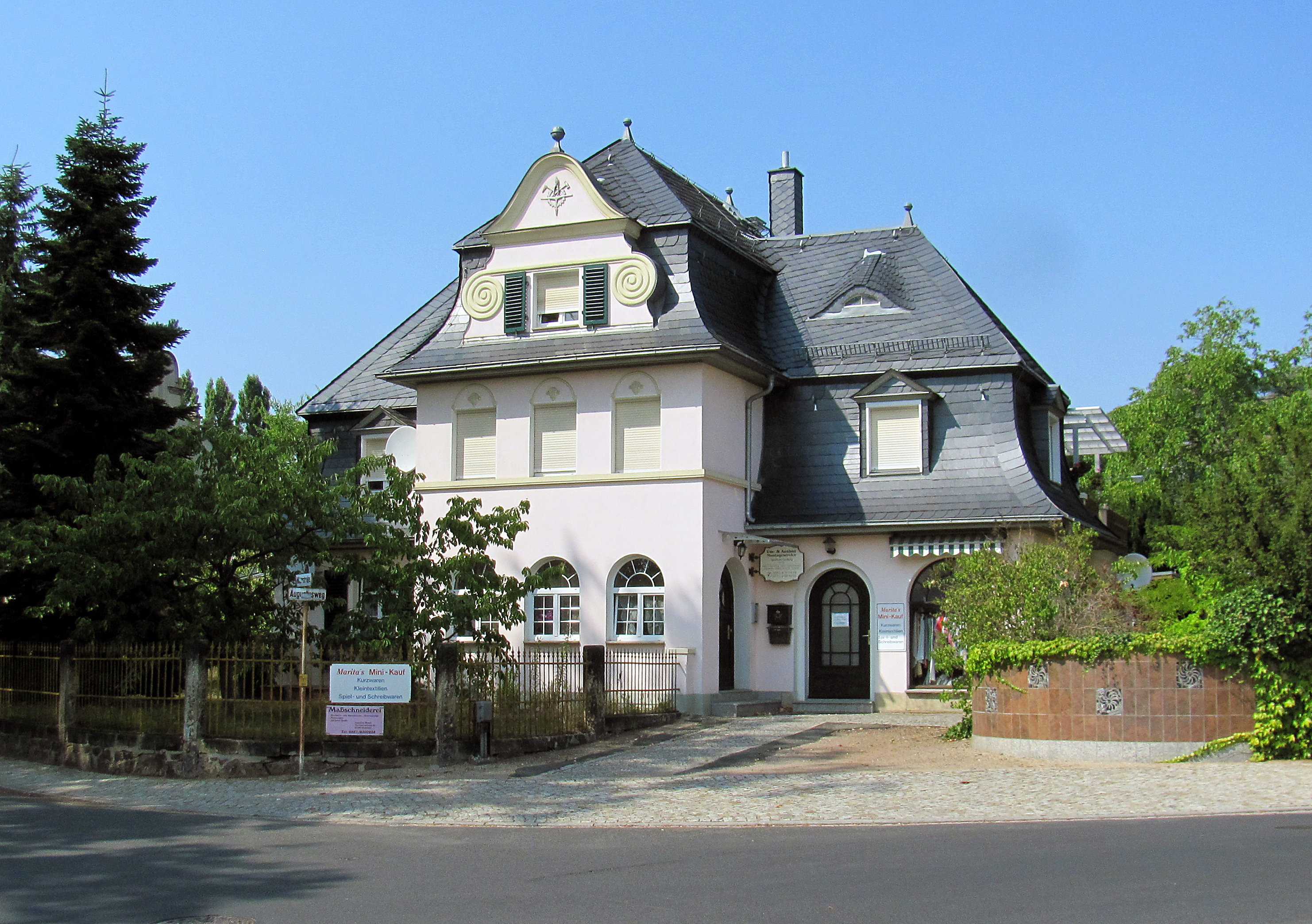
Landhaus Joseph Kostlan

## Beschreibung
Das landhausartige Wohnhaus mit Laden liegt direkt an einem kleinen Platz. Es besteht aus zwei sich rechtwinklig durchdringenden Baukörpern. Quer zur Straße steht ein eingeschossiger Gebäudeteil mit einem zweigeschossigen, ausgebauten Mansarddach. Quer dazu tritt ein zweigeschossiger Baukörper mit eingeschossigem Mansarddach aus der Fassadenfront hervor. Dieser hat ein Dachhaus, das im Gegensatz zur sonst sparsamen Ornamentik durch „außergewöhnlich große“ Voluten sowie ein geschmücktes Giebelfeld verziert wird. Dort findet man „ein Arrangement von Werkzeugen, u. a. einen Lötkolben, eine Blechschere und einen Treibhammer.“ Dadurch lässt sich das Gebäude als eklektizistische Mischung aus Heimatschutzarchitektur und Neobarock stilisieren.
Die meisten Fenster und Türen im Erdgeschoss sind rundbogig, die Fenster im Obergeschoss, das durch ein Fensterbankgesims betont wird, sind rechteckig. Im Dach befinden sich Giebel- und Fledermausgauben.
Die Grundstückseinfriedung erfolgt durch Lanzettzaunfelder zwischen Sandsteinpfeilern.

## Geschichte

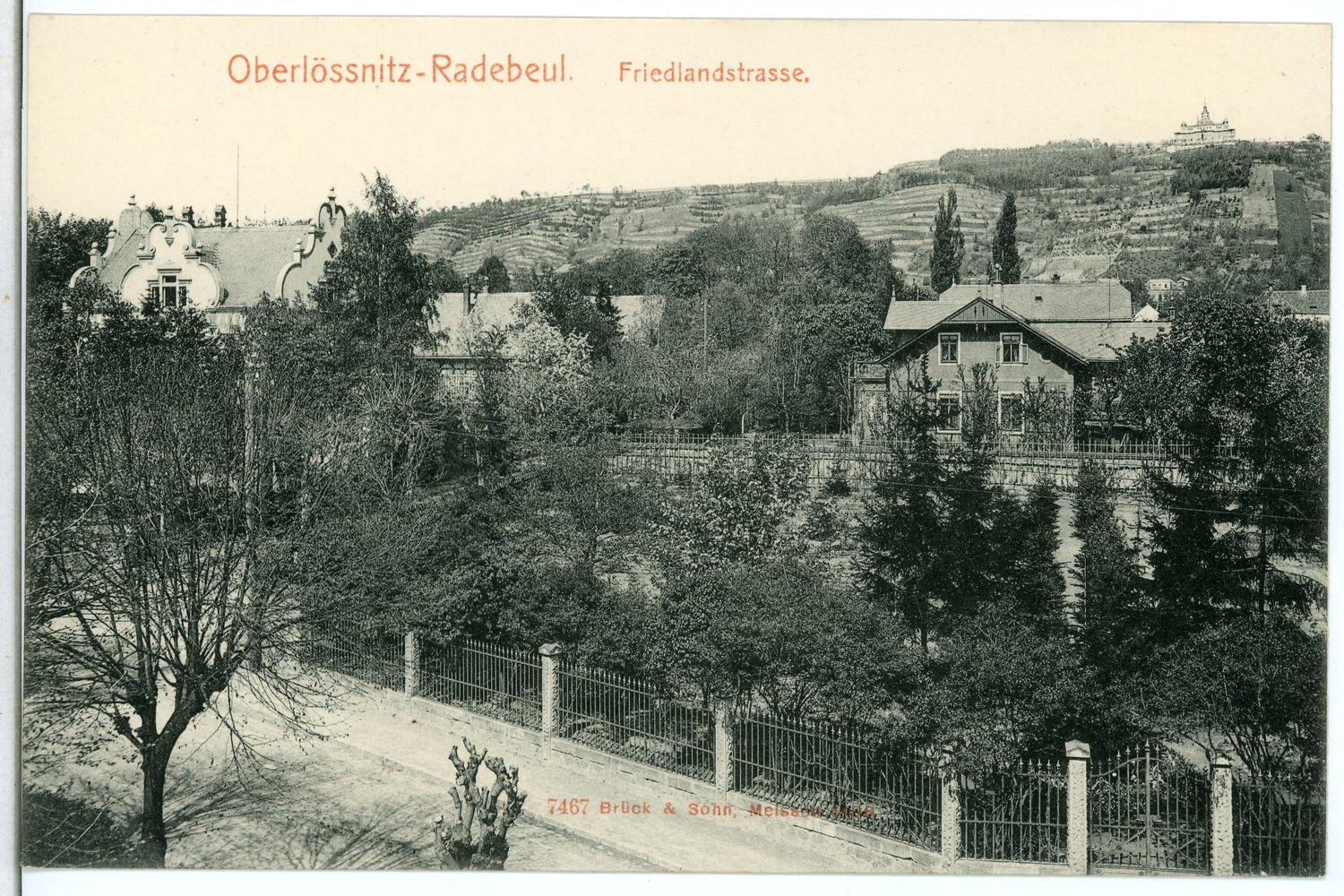
Noch unbebautes Landhaus-Grundstück (rechts vorn, 1906)

Der Ehemann von Elsa Booth geb. Ziller, der Hellerauer Percival Booth, beantragte im September 1925 für den Klempnermeister Joseph Kostlan den Bau eines Einfamilienwohnhauses mit Werkstatt. Die Bauleitung übernahm der Baumeister und Architekt Max Herrmann, die Ausführung lag beim Baumeister Alwin Höhne. Nach der Vollendung im Jahr 1927 wurde das Gebäude bereits 1932 zum Zweifamilien-Wohnhaus umgebaut. Das Geschäft übernahm Max Kostlan. Der heutige rückwärtige Eingangsvorbau stammt von 1942.